# عملية كمال عدوان
عملية كمال عدوان، أو عملية الساحل والتي تعرف إسرائيليا باسم مجزرة الطريق الساحلي، هي عملية اختطاف قام بها فدائيون من حركة فتح باسم فرقة دير ياسين في 11 مارس 1978 استهدفت مدنيين إسرائيليين في ساحل مدينة حيفا حيث قام فدائيو فتح باعتراض حافلة مليئة بالركاب متجهة إلى تل أبيب، فتحرك الجيش الإسرائيلي وأوقف الحافلة المختطفة وجرت اشتباكات أدت إلى مقتل 37 مدنيا إسرائيليا وتسعة فلسطينيين وإصابة آخرين. وتقول مصادر إسرائيلية أن من قام بالتخطيط للعملية هو أبو نضال. وتذكر المصادر الفلسطينية أن قائد العملية هي الشابة دلال المغربي. إثر هذه الأحداث مباشرة شن الجيش الإسرائيلي الحرب على جنوب لبنان.

## أهداف العملية
خطط للعملية أبو جهاد الوزير، بهدف أخذ رهائن، والتفاوض لإطلاق سراح الأسرى في السجون الإسرائيلية، غير أن نتيجة العملية لم تحقق تلك الغاية.

## مسيرة العملية
ضمت المجموعة 13 مقاتل، ثلاثة لبنانيين ويمنيين، إضافة إلى ثمانية فلسطينيين من بينهم دلال المغربي (المفوض السياسي للمجموعة). و كانت قد تلقت التدريب تحت يدي ضباط من كتيبة أبو يوسف النجار على السواحل الشمالية لمدينة صور والقاعدة البحرية الفلسطينية في الدامور. انطلق المقاتلون في سفينة من لبنان تحمل زورقين مطاطيين. قرابة الرابعة من فجر الأربعاء في 8 مارس 1978 أنزلوا الزورقين المطاطيين (زودياك) إلى عرض البحر قبالة مستعمرة معجان ميخائيل في المياه الإقليمية، واستقلوهما وصولا إلى الساحل بعيدين قرابة 25 كم جنوب حيفا، حيث استغرق إبحار المجموعة التي ضمت ستة أفراد في زورق، وسبعة آخرين في الزورق الثاني، أكثر من 48 ساعة الأمر الذي أدى إلى غرق أحد الزورقين ووفاة عنصرين من المجموعة، هما خالد عبد الفتاح يوسف وعبد الرؤوف عبد السلام علي.
بعد هبوطهم على الساحل أوقفوا سيارة صحافية أمريكية تصادف مرورها، ليقوموا لاحقا في الطريق بإيقاف باص كبيرا، وليجمعوا مع ركابه ركاب السيارة وبعدها سيطروا على باص آخر لينقلوا ركابه ال 63 إلى الباص الأول حيث احتجزوا الجميع كرهائن ولينطلقوا باتجاه تل أبيب.
الجيش الإسرائيلي والشرطة وحرس الحدود حاولوا، بداية، قطع الطريق ومواجهة الفدائيين إلا أنهم تكبدوا خسائر من قبل الفدائين الذين تابعوا طريقهم. وعلى أثر ذلك قامت القوات الإسرائيلية باستخدام الطائرات العمودية (الهيلوكبتر) وأنارت المنطقة كلها. استطاع الفدائيون اجتياز الحاجز الثاني الذي أقامته القوات الإسرائيلية على الطريق الدولي بين حيفا وتل أبيب بعد قتل وجرح أفراده وتدمير شاحنة إسرائيلية.
وعند الإقتراب من تل أبيب وضعت القوات الإسرائيلية سيارات في عرض الشارع وتمركز الجنود الإسرائيليون على جانبي الطريق في منطقة هرتسليا قرب نادي ريفي يحمل اسم كانتري كلوب، ليخترق الباص هذا الحاجز. فأطلق الجيش النار على العجلات موقفين الباص.

## المقاتلين المشاركين[9]
- دلال سعيد المغربي (جهاد) وكانت المفوض السياسي للمجموعة وقائدة المجموعة
- محمود علي أبو منيف (أبو هزاع) وكان قائد الدورية
- يحيى محمد سكاف (أبو جلال) من شمال لبنان وقبطان الزورق المطاطي
- حسين إبراهيم فياض (فياض)
- خالد عبد الفتاح يوسف (عبد السلام) توفي غرقاً
- محمد حسين الشمري من اليمن
- عبد الرؤوف عبد السلام علي (عبد السلام) من اليمن
- علي حسين مراد (أسامة) من بلدة الحنية في جنوب لبنان
- أحمد راجي شرعان (وائل)
- محمد فضل أسعد (أبو الرمز)
- عامر أحمد عامرية (عامر) من شمال لبنان
- محمد مسامح